# 细体拟鲿
细体拟鲿（学名：Pseudobagrus pratti）为輻鰭魚綱鯰形目鲿科拟鲿属的鱼类，俗名黄腊丁，是中国的特有物种。分布于珠江及长江水系等。该物种的模式产地在四川。